# Khaled Lemmouchia
Khaled Lemmouchia (Givors, 6 dicembre 1981) è un allenatore di calcio ed ex calciatore algerino, di ruolo centrocampista.

## Palmarès

### Club
- Campionato algerino: 2

ES Sétif: 2006-2007, 2008-2009
- Coppa d'Algeria: 1

ES Sétif: 2009-2010